# میستر دونات
میستر دونات (انگلیسی: Mister Donut) شرکت صنایع غذایی ژاپنی است، که در سال ۱۹۵۶ تأسیس شد.